# イニゴ・アリスタ

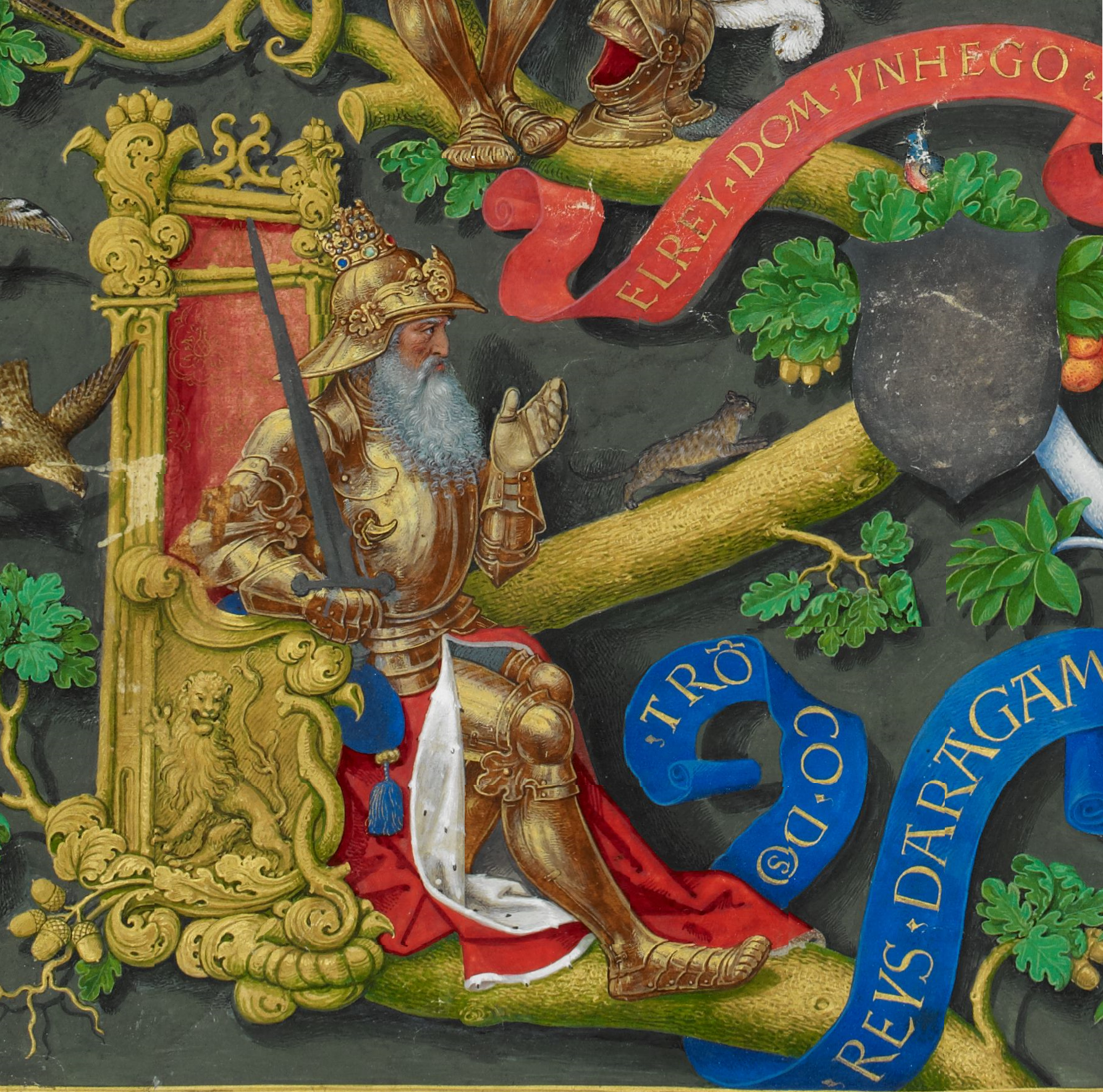
イニゴ・アリスタ（1530年代画）

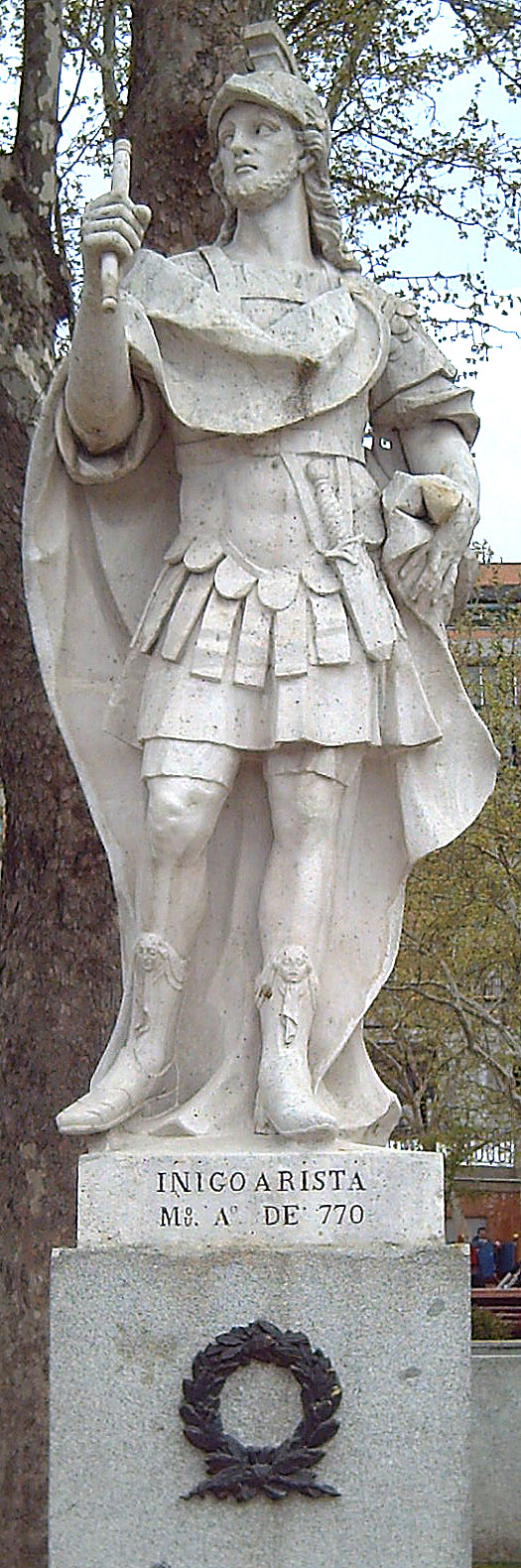
イニゴ・アリスタ像（マドリード、オリエンテ広場、18世紀）

イニゴ・アリスタ（スペイン語：Íñigo Arista, バスク語：Eneko, アラビア語: ونّقه, 790年ごろ - 851/2年）は、バスク人の統率者で、初代ナバラ国王（パンプローナ国王）と考えられている人物である。816年のパンコルボの戦いで地元のフランク支持者が敗北した後に名をあげたと考えられており、その在位は通常、824年のカロリング軍の敗北の直後にまでさかのぼる。
イニゴ・アリスタは、840年からその10年後に死去するまで、コルドバのアミール領に対する反逆者として年代記作者の記録により最初に確認される。イニゴ・アリスタはパンプローナ王国の創始者とされ、10世紀には「アリスタ」というあだ名で呼ばれた。これはバスクのアリツァ（ハリツァ/アイザ、「オーク」の意で、「強靱な」を意味する）またはラテン語のアレスタ（「重要な」）に由来する。

## 出自
イニゴ・アリスタの出自ははっきりしない。父親の名前に関しても意見が一致しない。レイレ修道院に保存されている特許状にはイニゴ・アリスタについて「Enneco ... filius Simeonis」（イニゴ...ヒメノの息子）と記されており、また、レイレ修道院の別の文書には、Enneco Garceanes, que fuit vulgariter vocas Areista（イニゴ・ガルセス [ガルシアの息子]、通常アリスタと呼ばれる）の死去について記録されている。後の多くの歴史家はこれらのいずれかに従ってきたが、どちらの文書も後の改変や偽造の可能性があるため、信頼性について疑問視されている。
11世紀の年代記作者イブン・ハイヤーンはイニゴ・アリスタとその弟を「ibn Wannaqo（アラビア語：بن ونّقه） al-Bascunis」と記し、ウズリーはイニゴ・アリスタのことを「ibn Yannaqo」と記しているが、どちらも父の名をイニゴとしている。ロドリゴ・ヒメネス・デ・ラダ（1170年ごろ - 1247年）は、イニゴ・アリスタはビゴール伯であったか、少なくともビゴール伯家の出身であるとしているが、これについて同時代の資料はない。
イニゴ・アリスタは、8世紀後半にヒメノ強公（Jimeno el Fuerte）の跡を継ぎカロリング朝のガスコーニュへの拡大に抵抗したその息子ガルシア・ヒメネスと親族であったと推測されている。後にイニゴ家に取って代わることとなるパンプローナ王国の2番目の王朝ヒメノ朝は、通常、ガルシア・ヒメネスと関連付けられている。
イニゴの母の名は不明である（根拠なくオネカと呼ばれることもある）が、彼女は地元のムラディの領主ムサ・イブン・フォルトゥン・アル・カサウィとも結婚し、息子ムサ・イブン・ムサ・アル・カサウィをもうけたことが知られている。このムサ・イブン・ムサは後にバヌ・カシ家の家長となり、トゥデラの支配者、エブロ川渓谷の領主の一人となった。この関係により、イニゴ・アリスタとその親族はムサ・イブン・ムサと頻繁に同盟を結び、イニゴはピレネー山脈の広大な領地に影響力を拡大することができ、また、パンプローナがコルドバのアミール領との決別につながる反乱にも助けとなった。

## 権力の座
イニゴ家は、北イベリアにおけるフランク王国と後ウマイヤ朝の支配権をめぐる争いを通して権力を握った。799年に親フランク派の暗殺者が、おそらくムサ・イブン・ムサ・アル・カサウィの親族であったパンプローナ総督ムサリフ・イブン・ムサを殺害した。イブン・ハイヤーンは、816年にアブド・アル・カリム・イブン・アブド・アル・ワヒド・イブン・ムジトが親フランク派の「神の敵」であるパンプローナのサーヒブで、キリスト教徒と異教徒の派閥を統合したベラスコ・エル・ガスコン（アラビア語：بلشک الجلشي、Balašk al-Ŷalašqī）に対し遠征を開始したと伝えている。両者は3日間戦闘を行い、親コルドバ派が敵を敗走させ、アストゥリア王アルフォンソ2世の親族ガルシア・ロペス、サンチョ「パンプローナの戦士/騎士」、異教の戦士「サルタン」とともに、ベラスコを殺害した。この親フランク派の敗北により、反フランク勢力のイニゴが権力を握ることができたとみられる。
820年、イニゴはアラゴン伯領に干渉し、フランク人の家臣アスナール1世・ガリンデスを追放し、イニゴの義理の息子となったガルシア・ガリンデスを支持したと言われている。824年、ガスコーニュの伯エブリュおよびガスコーニュ公アスナール・サンチェス率いるカロリング軍がパンプローナに対して遠征を行ったが、ロンセスバレスの戦いで敗北した。
従来より、この戦いはイニゴがパンプローナ王位についた結果として描かれているが、イニゴが戦いに関与したことやイニゴの戴冠の直接的な証拠はなく、イニゴがアラブの年代記者によりベラスコに与えられたものと同じ称号である「パンプローナの領主」で記されている。パンプローナ王国は、外部の勢力からの独立を維持するために、イスラム教徒とキリスト教徒を互いに敵対させ続けた。

## 反乱と死
840年にイニゴの領地はサラゴサのワーリーであるアブド・アッラー・イブン・クライブにより攻撃され、異父弟ムサ・イブン・ムサの反乱につながった。イニゴの息子ガルシアは、ムサの異父兄でもあったイニゴの弟フォルトゥン・イニゲス（アラビア語：فرتون بن ونّقه, Fortūn ibn Wannaqo）とともに摂政をつとめ、コルドバのアミール領に対する反乱においてムサ・イブン・ムサに合流した。コルドバのアミールであるアブド・アッラフマーン2世はその後数年間、報復のための遠征を行った。
843年の戦いにおいて、フォルトゥン・イニゲスが殺害され、ムサ・イブン・ムサは馬に乗らず徒歩で逃げることを余儀なくされた。一方、イニゴと息子のガリンドは傷を負い逃走した。翌年、イニゴの息子ガリンド・イニゲスとムサ・イブン・ムサの息子ルブ・イブン・ムサがコルドバに向かい、ムサ・イブン・ムサは服従を余儀なくされた。845年に起こった短い戦闘の後、全面的な和平が達成されることとなった。850年、ムサ・イブン・ムサはパンプローナの支援を受けて再び反乱を起こし、インドゥオ（Induo、イニゴと考えられている）とミティオ（Mitio）「ナヴァラ公」の使節がフランスの宮廷に迎えられた。
イニゴはヒジュラ暦237年（851年末または852年始め）に死去し、イニゴが長期間病であった間にすでに王国を統治していた息子ガルシア・イニゲスが王位を継承した。

## レイレ修道院
イニゴの存命中、コルドバ司祭エウロギウスがこの地域に滞在しなければならなかったときに（848年）、いくつかの修道院がナバラに存在したことが証明されている。エウロギウスは、ウィリエジントに宛てた手紙の中で、バスクの支配者が「christicola princeps（キリスト教徒の支配者）」であったことを明らかにしただけでなく、パンプローナからそう遠くない3つの修道院であるシレサ、サン・サカリアスおよびレイレ修道院の名前を挙げている。
9世紀に創建され、後にパンプローナ王によって創建されたといわれたレイレ修道院は、領地と財産を与えられることによって発展していった。修道院の記録保管所にある文書は、842年にイニゴがレイレのイェサの町と領地を授けたことを示している（"Ego rex Eneco concedo..."）が、この授与を記録する文書の信憑性については議論がなされている。イニゴ自身は851/852年の死の後にレイレ修道院に埋葬されたと記録に残されている。

## 家族

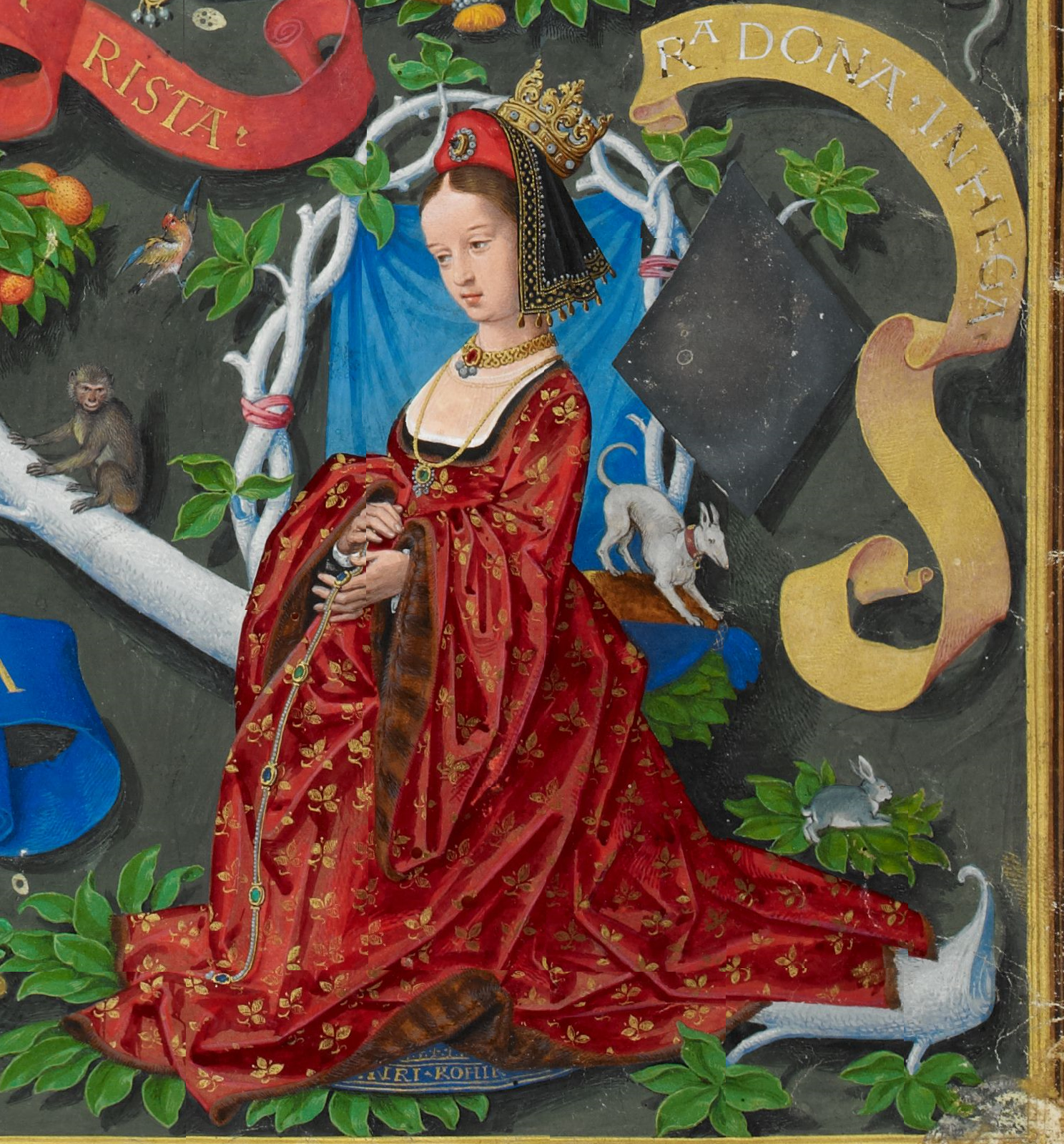
1530年代に描かれたイニゴ・アリスタの王妃オネカ

イニゴ・アリスタの妃の名は同時代の資料には見られないが、数世紀後の資料には、妃の名をトダまたはオネカとしている。妃の出自についても議論されており、パンプローナの領主であるベラスコ（816年に殺害される）の娘であるとも、また、アラゴン伯アスナール1世・ガリンデスの親族であるともいわれている。イニゴ・アリスタの子女として以下が知られている。
- アソナ・イニゲス - 父の異父弟でトゥデラおよびウエスカの領主ムサ・イブン・ムサと結婚
- ガルシア・イニゲス - パンプローナ王
- ガリンド・イニゲス - コルドバに逃亡し、そこでエウロギウスの友人となった。860年にウエスカのアミールとなり870年に暗殺されたムサ・イブン・ガリンドはガリンドの息子である[14]。
- 娘 - アラゴン伯ガルシア・エル・マーロと結婚[10]